# نورمان لامب (سياسي)
نورمان لامب (بالإنجليزية: Norman Lamb)‏ هو محامي وجندي وسياسي أمريكي، ولد في 27 فبراير 1935 في كانتو في الولايات المتحدة، وتوفي في 4 يناير 2018. حزبياً، نشط في الحزب الجمهوري. وقد انتخب عضو مجلس ولاية أوكلاهوما وانتخب Oklahoma Secretary of Veterans Affairs ‏.